# Вознесенська церква (Великий Бобрик)
Вознесенська церква (Великий Бобрик) — православний (ПЦУ) історичний храм у селі Великий Бобрик Сумської області; взірець класицизму початку XIX століття, цінна історико-архітектурна пам'ятка села.